# Kryptogenius
Kryptogenius es un género de gorgojos de la familia Pterogeniidae. En 1992 Burckhardt y Löbl describieron el género. Esta es la lista de especies que lo componen:
- Kryptogenius acericornis Burckhardt & Löbl, 1992
- Kryptogenius bidentatus Burckhardt & Löbl, 1992
- Kryptogenius crassilobus Burckhardt & Löbl, 1992
- Kryptogenius longilogus Burckhardt & Löbl, 1992
- Kryptogenius monilicornis Burckhardt & Löbl, 1992